# Heidi Andreasen
Heidi Andreasen (* 18. Dezember 1985 in Tórshavn auf den Färöern) ist eine erfolgreiche Schwimmerin bei den Paralympics.
Heidi Andreasen lebt in Eiði und fing 1995 im Alter von neun Jahren an zu trainieren. Ihre Beine kann sie seit Geburt an ab den Knien abwärts nicht verwenden (Klassifikation S8). Im internationalen Behindertensport nimmt sie heute eine Spitzenstellung ein. Ihre erste Europameisterschaftsteilnahme war 1999 in Braunschweig. Im Jahr darauf folgte die EM in Sheffield. Den Durchbruch feierte sie als 14-Jährige bei den Sommer-Paralympics 2000 in Sydney. Alle vier Medaillen für die Färöer (die als eigene Nation teilnehmen) erschwamm Heidi Andreasen: Silber auf den 50, 100 und 400 Metern Freistil (wo sie einen Europarekord aufstellte) und Bronze auf 100 Meter Rücken – das alles trotz einer vorher zugezogenen Handverletzung. Seitdem ist Heidi zu Hause ein Star.
Bei den Europameisterschaften 2001 in Stockholm gewann sie vier Goldmedaillen. Im Lagenschwimmen über 200 Meter stellte sie einen neuen Weltrekord auf und verbesserte den eigenen Europarekord über 400 Meter Freistil erneut. 2002 wurde sie bei der Wahl zum Weltsportler des Jahres nominiert und erreichte in der Kategorie Weltsportsperson mit Behinderungen den zweiten Platz hinter der niederländischen Rollstuhl-Tennisspielerin Esther Vergeer. Die Verleihung des Preises am 13. Mai des Jahres in Monaco wurde live im färöischen Fernsehen übertragen. 2003 kam sie mit fünf Goldmedaillen um den Hals von den Canadian Open in Kanada zurück – nicht ohne dort einen Weltrekord aufgestellt und ihn selber im Finale noch einmal verbessert zu haben.
Bei den Sommer-Paralympics 2004 war Heidi Andreasen die einzige Repräsentantin (dadurch gleichzeitig Fahnenträgerin) ihres Landes. Am 24. September gewann sie dort Bronze über 400 Meter Freistil hinter Lichelle Clark (Australien) und Jessica Long (USA), die einen neuen Paralympischen Rekord schwamm. Bei den British Open 2006 in Sheffield nahm Heidi Andreasen an acht Wettkämpfen teil. Sechsmal gewann sie Gold und zweimal Silber, obwohl sie vorher krank wurde und Fieber hatte.
Bei den Sommer-Paralympics 2008 war sie erneut die einzige Repräsentantin (dadurch gleichzeitig Fahnenträgerin) ihres Landes.

## Gültige Weltrekorde
Folgende Weltrekorde hält Heidi Andreasen in der Klasse S8 auf der Langbahn:
- 200 Meter Freistil in 2:34,27 min am 19. Juli 2003 in Edmonton bei den Canadian Open
- 50 Meter Schmetterling in 36,53 s am 6. März 2004 in Esbjerg bei den Danisch Open

| Personendaten    | Personendaten                             |
| ---------------- | ----------------------------------------- |
| NAME             | Andreasen, Heidi                          |
| KURZBESCHREIBUNG | färöische Schwimmerin bei den Paralympics |
| GEBURTSDATUM     | 18. Dezember 1985                         |
| GEBURTSORT       | Tórshavn auf den Färöern                  |